# Les Plans (Gard)
Les Plans település Franciaországban, Gard megyében. Lakosainak száma 291 fő (2022. január 1.). Les Plans Brouzet-lès-Alès, Mons, Navacelles, Saint-Just-et-Vacquières és Servas községekkel határos.

## Népesség
A település népességének változása:
| Lakosok száma | 102  | 138  | 138  | 187  | 245  | 254  | 252  | 273  | 284  | 291  |
|               | 1968 | 1982 | 1990 | 2006 | 2013 | 2015 | 2017 | 2019 | 2020 | 2022 |